# Club Deportivo La Muela
El Club Deportivo La Muela fue un club de fútbol español de la localidad zaragozana de La Muela, en Aragón. Fundado en 2005, desapareció en 2011 tras competir una temporada en la Segunda División B de España.

## Historia

### Antecedentes
Anteriormente existió un Club Deportivo La Muela fundado en 1966 que compitió en  categorías regionales -sin pasar de la Tercera y Segunda Regional aragonesa- hasta que en 1977 desapareció por falta de jugadores.

### Refundación
La idea de tener un equipo competitivo en la localidad nace 2004 con la inauguración del Estadio Municipal Clemente Padilla, idóneo para la práctica del fútbol, con un terreno de juego de césped artificial y unas envidiables instalaciones. Oficialmente el nuevo Club Deportivo La Muela es refundado e inscrito en la Federación Aragonesa de Fútbol el día 7 de septiembre de 2005 con Víctor Pinilla -hermano de la entonces alcaldesa María Victoria Pinilla- como entrenador. Así el conjunto homónimo vuelve a participar en categorías regionales desde la temporada 2005-06 comenzando en la Segunda Regional de Aragón. Protagonizó desde su vuelta al fútbol aragonés tres ascensos consecutivos que le condujeron a participar en la temporada 2008-09 en el grupo XVII de Tercera División de España, donde en su primera temporada obtuvieron el cuarto puesto.

### Ascenso a Segunda B
En su segunda temporada en la máxima categoría del fútbol regional aragonés, con Emilio Larraz en el banquillo, sustituyendo a Víctor Pinilla, consigue el ascenso a la Segunda División B de España al quedar en segunda posición -únicamente por detrás del Club Deportivo Teruel- y tras superar las tres eliminatorias del playoff en las que se enfrentó al Club Deportivo Marino de Luanco, al Constancia, y al Cerceda.
Dicho ascenso quedó en entredicho por la viabilidad económica del club en tal categoría, postulándose incluso otros equipos  a ocupar su plaza, en el caso de que el equipo de La Muela renunciara a la misma. Meses más tarde se vio demostrada dicha inviabilidad, y posteriormente, el problema de los impagos empezaría a agravarse.

### Debut en Segunda División B
En su debut en la categoría de bronce del fútbol español, el conjunto muelano quedaría encuadrado en el grupo II, donde se mediría a equipos vascos, navarros, castellano y leoneses, asturianos, cántabros y riojanos.
En la parcela deportiva, se produciría un cambio de entrenador y muchos fichajes pese a lo poco recomendable que sería esta maniobra en los despachos. El nuevo entrenador sería Gori Silva, conocido técnico dentro del fútbol aragonés, procedente del Almazán, y que sustituiría a un técnico brillante, Emilio Larraz, que había fichado ya por el Real Zaragoza "B".
Respecto a las incorporaciones de futbolistas, ficharían los porteros Pato Guillén, procedente del Club Deportivo Binéfar, y Zaparáin, del Club Deportivo Alfaro. Para la defensa Tonet, del  Villajoyosa C. F., Barreda del Atlético Monzón, Hervías del Novelda C. F., Javi Suárez del Ejea, Fausto del Caravaca C. F. y Pepe Plá procedente del Unión Estepona. En el centro del campo se incorporarían Rubén Royo del Mirandés, Fran Suárez del Atlético Monzón, Josete Abarca del Club Deportivo Badajoz, Charly Martínez del Ejea, Galdós del Real Jaén y Montejo del Real Zaragoza "B". Para la delantera ficharía David Mainz, también procedente del Ejea, Pablo Rodríguez del Bray Wanderers irlandés, y al mítico Moisés García León, de la Sociedad Deportiva Huesca.
En el plano de la competición, el club gualdinegro consigue el pase a la final autonómica de la Copa Federación el 23 de agosto al superar en semifinales al Sabiñánigo. Días más tarde, el 29 de agosto de 2010 hace su debut oficial en la categoría de bronce del fútbol español, en el partido en el que enfrentaría al Club Atlético Osasuna "B" en el Clemente Padilla de La Muela, con resultado final de empate a dos goles, los cuales fueron obra de Rubén Royo y Javi Suárez, por parte local, y de Mariano y Xavi, por parte del conjunto rojillo. La primera victoria del conjunto gualdinegro en Segunda División B no se hace esperar en demasía, ya que llega en la tercera jornada en el encuentro disputado en la localidad zaragozana ante todo un histórico del fútbol español, el Real Unión Club por dos goles a cero, tantos conseguidos por Moisés y Charly Martínez. El 29 de septiembre, disputa la ida de la Copa Federación en la Ciudad Deportiva del Real Zaragoza, contra el Real Zaragoza "B", finalizando el encuentro con victoria local por tres goles a cero. Sin embargo, en la vuelta de dicha final disputada el 7 de octubre, a pesar de que el conjunto gualdinegro consigue la victoria por tres goles a uno, no consigue llevarse el trofeo y, en consecuencia, el pase a la fase nacional de la Copa Federación.
Como institución el club sufre una gran crisis, agravada por la falta de cumplimientos de los pagos y un endeudamiento cabalgante, con la negación incluso de colaboraciones y ayudas que en un principio fueron ofrecidas. En el mes de noviembre, la directiva muelana con su presidente Miguel Abbas a la cabeza, ofrece una rueda de prensa en la que hace ver lo complicada de la situación y amenaza con no comparecer al partido que tenían que disputar el fin de semana en Ipurúa frente a la Sociedad Deportiva Eibar, con lo que ello podría haber supuesto. Sin embargo, y simultáneamente, la propia plantilla tiene otra opinión, y se ve, pese a todo, capacitada para disputar la competición. Ante tal circunstancia, el 12 de noviembre de 2010, emite un comunicado en el que confirman su presencia en el encuentro a disputar en tierras vascas.
Mediada la temporada, donde los problemas del club no eran estrictamente deportivos, sino sustancialmente a nivel institucional, se produce un cambio de poderes en el que la anterior directiva presidida por Miguel Abbas cedió sus derechos a un grupo empresarial en el que estaría involucrado el polémico Luis Oliver, quien ya estuvo con anterioridad en el Xerez, Cartagena y Betis, tomando el cargo de presidente Fernando Puertas. En el mercado invernal se producen muchas entradas y salidas de jugadores que tampoco harían mejor al equipo.
Tras una dificilísima temporada, tanto en aspectos deportivos como institucionales, el equipo muelano certifica el 15 de mayo de 2011 su descenso directo a Tercera División de España a pesar de conseguir la victoria en la última jornada por un gol a cero frente al Caudal de Mieres, equipo que disputaría la promoción de descenso. El conjunto dirigido por Gori Silva descendió de forma directa por la diferencia de goles, obteniendo los siguientes números en su primera y única temporada en la división de bronce del fútbol español: en 38 partidos disputados consiguió 38 puntos, con un bagaje de 8 victorias, 14 empates y 16 derrotas, con 36 goles a favor y 56 en contra.

### Desaparición
Antes del comienzo de la temporada 2011-12, el equipo se ve relegado a Regional Preferente  de Aragón por las deudas. Tras no poder formar un equipo competitivo, el club solicita jugar en la Segunda Regional de Aragón, dos categorías por debajo de la Regional Preferente, pero se retira antes de comenzar la competición, y posteriormente pasaría liquidarse definitivamente el club.

## Entrenadores
Cronología de los entrenadores
- 2005-2009: Víctor Pinilla.
- 2009-2010: Emilio Larraz.
- 2010-2011: Gori Silva.

## Datos del club
- Temporadas en Segunda División B: 1.
- Temporadas en Tercera División: 2.
- Clasificación histórica de la Segunda División B: 331º.
- Único puesto en la liga: 17º (temporada 2010-11).a
- Más partidos disputados: Royo (36), Mainz (35), Javi Suárez (35).a
- Más minutos: Javi Suárez (3.124), Royo (3.023), Zaparaín (2.789).a
- Más goles: Mainz (9), Javi Suárez (5).a
- Expulsado más veces: Piette (2), Hervías (2).a
- Extranjero con más partidos disputados: Piette (11), Pato Guillén (10), Sima (3).a
- Mayor goleada conseguida:
  - En casa: C. D. La Muela 4-0 Sporting de Gijón "B" (2010-11).a
  - Fuera: Bilbao Athletic 0-1 C. D. La Muela (2010-11).a
- Mayor goleada encajada:
  - En casa: C. D. La Muela 0-3 C. F. Palencia (2010-11).a
  - Fuera: S. D. Eibar 6-1 C. D. La Muela (2010-11).a

Datos referidos a:

a La Segunda División B España.

## Palmarés

### Campeonatos nacionales
- Subcampeón de la Tercera División de España (1): 2009-10 (Grupo XVII).[14]

### Campeonatos regionales
- Regional Preferente Aragonesa (1): 2007-08 (Grupo 1).[15]
- Primera Regional Aragonesa (1): 2006-07 (Grupo 3).[16]
- Segunda Regional Aragonesa (1): 2005-06 (Grupo 2).[17]
- Subcampeón de la Copa RFEF (Fase Regional Aragonesa) (1): 2010-11.[18]